# Протестантська етика і дух капіталізму
Не плутати з Протестантською трудовою етикою

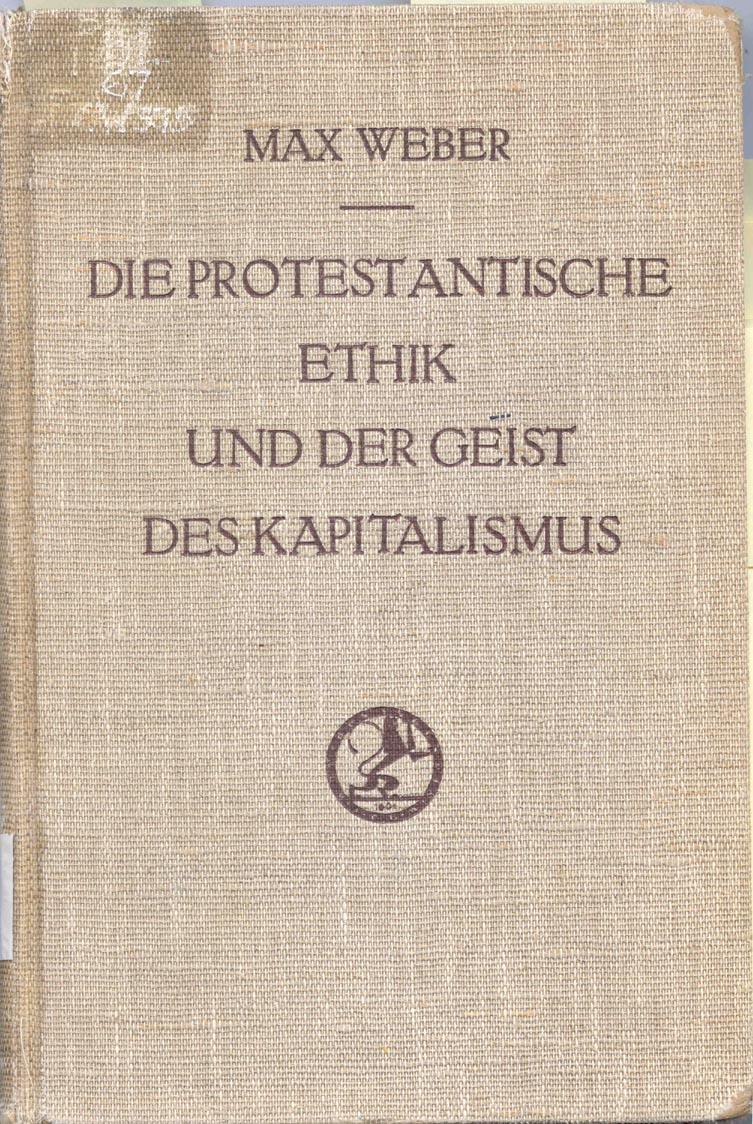
Обкладинка оригінального видання (1905).

Протестантська етика і дух капіталізму (нім. Die protestantische Ethik und der Geist des Kapitalismus) — книга німецького соціолога Макса Вебера, класичний твір світової соціології. Написанню книги передувала серія есе, результатом дослідження яких стало написання книги, яка вийшла друком у 1905 році німецькою мовою. Переклад українською мовою вийшов 1994 року у видавництві «Основи».
«Протестантська етика і дух капіталізму» є спробою пояснення зв'язку між віросповіданням і соціальними розшаруваннями, аналізує комплекс психологічних й культурних факторів, що сприяють поширенню капіталізму та утвердженню ринкових відносин в економіці.
Особливу увагу Вебер надає вивченню професійної етики протестантизму, зокрема, пуританського аскетизму та Лютерівської концепції покликання як фактору, що сприяв інтенсивній раціоналізації господарського й політичного життя Заходу.

## Зміст
І. Постановка проблеми
- 1. Віросповідання і соціальне розшарування
- 2. «Дух» капіталізму
- 3. Концепція покликання у Лютера. Завдання дослідження

II. Професійна етика аскетичного протестантизму
- 1. Релігійні засади світського аскетизму
- 2. Аскеза і капіталістичний дух

## Концепція
Хоча «Протестантська етика і дух капіталізму» не є ґрунтовним дослідженням проблеми протестантизму, проте дослідження Вебера зв'язків між різноманітними релігійними ідеями та економікою дозволило йому дійти до висновку про те, що протестантська етика та світогляд вплинули на розвиток капіталізму.
На переконання Вебера, роль релігійних переконань є важливим фактором, який впливає на повсякденні справи, у тому числі на прагнення до збагачення та власності. Для підтвердження цієї теорії, він посилається на американського мислителя і політичного діяча Бенджаміна Франкліна.
Реформація помітно вплинула на ставлення до роботи, внаслідок чого будь-яка професія сприймалася як складова загального блага та вияв Божого благословення, як і будь-яке «священне» покликання (нім. Beruf, англ. Calling).
Підкреслюючи відмінність робочої етики в протестантизмі у порівнянні з католицтвом, Вебер описує звичні проблеми з якими мають справи підприємці з працівниками в докапіталістичну добу: сільськогосподарські підприємці намагаються підвищити продуктивність праці шляхом підвищення заробітної платні, сподіваючись, що таким чином змусять працівників більше цінувати свій час та працювати більше. Проте, в результаті, у докапіталістичних суспільствах це найчастіше призводило до зниження інтенсивності серед працівників. Вони прийшли до висновку, що можуть заробити ті ж самі кошти за коротший період часу та більше відпочивати. На переконання Макса Вебера причиною цього є негативні наслідки традиціоналізму, який формується під впливом релігійного виховання. Крім цього він доходить висновку, що в суспільствах, у яких більше протестантських віруючих існує більш розвинута капіталістична економіка. З практичної сторони це стало можливо завдяки впровадження раціональної організації праці, що лежала в основі економічного раціоналізму.
Він розглядає дух капіталізму як ідею та відчуття найбільш раціонального прагнення економічної вигоди: «У цьому специфічному сенсі ми використовуємо поняття „дух капіталізму“ для означення відносин, які у гонитві за покликанням, прагнуть систематичного збагачення для власної вигоди у стилі повчань Франкліна». "Звичайно, всі моральні правила Франкліна мають утилітарну спрямованість: чесність корисна, бо вона приносить кредит, те ж саме можна сказати і стосовно пунктуальності, старанності, поміркованості — і саме завдяки цьому вони і є чеснотами — з чого, між іншим, можна зробити висновок, що, наприклад, і видимість чесності може дати той же наслідок.
Вебер стверджує, що цей дух не обмежується західною культурою, якщо розглядати його як вияв індивідуального ставлення, проте такі особистості — яких він називає героїчними — не спроможні самі по собі створити новий економічний порядок (капіталізм). Крім цього він зазначає, що «дух капіталізму» може бути відірваним від релігії, і що ці затяті капіталісти були ревними противниками Церкви або байдужими до неї. Таким чином Вебер відмовляється від узагальненого розуміння капіталізму і допускає існування двох його різновидів — раціонального і спекулятивного.

## Пуританський аскетизм
Вебер показує, що деякі течії протестантизму, особливо об'єднані ідеєю пуританського аскетизму, зокрема, кальвіністи, методисти, пієтисти і анабаптистські громади (баптисти, меноніти, квакери), сповідують такий спосіб повсякденного життя, який спрямований на здобуття економічного блага, вбачаючи у цьому прояви етичної та духовної значимості. Таке ставлення до життя не є самоціллю само по собі. Радше за все, воно було закономірним результатом інших доктрин віри, що сприяло плануванню, працелюбству (лат. industria) і самовіддачі у прагненні до мирських благ.

## Критика
Ренделл Коллінз вказував на те, що Вебер у своїй пізнішій праці «Загальна економічна історія» пропонував значно складнішу теорію постання капіталізму, в якій протестантська етика відіграє другорядне значення, поступаючись структурним політекономічним факторам та державному втручанню.

Деякі автори вказуювали на те, що про зв'язок між протестантизмом і капіталізмом писав ще Карл Маркс (але інакше розуміючи причинно-наслідковий зв'язок), зокрема у Нарисі критики політичної економії: 
|  | Культ грошей породжує свій аскетизм, свою самопожертву, свою самовідданість — ощадливість і скупість, презирство мирських, швидкоплинних і минущих насолод, гонитву за скарбом на небесах. Звідси зв'язок англійського пуританізму, а також голландського протестантизму з наживанням грошей. |

Марія Оссовська та Генрик Гроссман у своїх дослідженнях показували, що залежність між кальвіністським культом аскетичної праці та накопичення («протестантською етикою»), з одного боку, і розвитком капіталістичних відносин, з іншого, існує не завжди. Також Гроссман, посилаючись на праці Маркса, вказував на суворі правові норми (закони про бідних), прийняті щодо злиднів і бродяжництва (які, у свою чергу, були реакцією на численні обгороджування громадських земель в Англії). Ці «криваві закони» виконувалися в усій Європі, зокрема, у Франції. За Гроссманом, вони оголошували поза законом неробство, а робітні будинки, встановлені ними, фізично переводили народ із категорії кріпаків у вільнонаймані. Це дає відповідь на головну складність, із якою зіткнувся Вебер: яким чином велика кількість людей так швидко виявилася залученою в капіталістичну мануфактуру.
Фернан Бродель стверджував, що капіталізм, і в марксистському, і у веберіанському розумінні, існував уже в містах-державах Італії епохи Відродження, до появи протестантизму, і те, що Вебер називав початком капіталізму було лише переміщенням центру капіталістичної світ-системи на північ, у поєднанні з розширенням і поглибленням капіталістичної системи: 
|  | Для Макса Вебера капіталізм в сучасному сенсі слова є не більше і не менше як творінням протестантизму чи, точніше, пуританства. Всі історики заперечують проти цієї непереконливої теорії, але ніяк не можуть позбутися її раз і назавжди. Однак вона виразно неправильна. Північні країни зайняли місце, яке набагато раніше і настільки довго і так блискуче займали старі капіталістичні центри Середземномор'я. Вони нічого не винайшли ні в технології, ні в управлінні справами. |

Річард Лахман, розвиваючи свою теорію утворення капіталізму, зазначав: 
|  | я згоден із Вебером у тому, що протестантська Реформація була поворотним пунктом в історії європейського феодалізму, але не з соціопсихологічних причин, які він висуває на перше місце — скоріше, Реформація була настільки важлива тому, що відкрила новий зазор в інтересах еліт, трансформувала їхні можливості й, отже, визначила хід формування держави і класів у Європі в XVI–XVII ст. […] Реформація розірвала внутрішні і зовнішні (з міським нобілітетом і духовенством) союзи серед аристократів і в Англії, і у Франції. Спочатку Реформація не міняла соціальної психології індивідів… політичні трансформації передували і визначали зміни в економічній поведінці й виробничих відносинах в обох країнах, всупереч думці Вебера |

Посилаючись на працю Майкла Вальцера «Революція святих: Студія витоків радикальної політики», Лахман вказував на те, що ранні пуритани розглядали революційну політичну активність як визначальну частину свого релігійного покликання. Також він зазначав, що: 
|  | Вебер ніколи не пояснював, чому соціальні групи вибирали, залишитися їм католиками чи приєднатися до тої чи іншої протестантської церкви, хоча в «Давньому юдаїзмі», «Релігії Китаю» і «Релігії Індії» він формулює структурні пояснення відмінностей у груповій прихильності до якоїсь конфесії. |

Маррей Ротбард про "тезу Вебера":
| | Існувала дискусія з приводу "тези Вебера", висунутої німецьким економічним істориком і соціологом початку двадцятого століття Максом Вебером, який приписував зростання капіталізму і промислову революцію пізньої кальвіністської концепції покликання і, як наслідок, "капіталістичному духу". Незважаючи на всі його плідні ідеї, теза Вебера повинна бути відкинута на багатьох рівнях. По-перше, сучасний капіталізм у будь-якому значимому сенсі починається не з промислової революції вісімнадцятого і дев'ятнадцятого століть, а, як ми бачили, в середні століття і особливо в італійських містах-державах. Такі приклади капіталістичної раціональності, як подвійна бухгалтерія і різні фінансові методи, беруть свій початок в цих італійських містах-державах. Всі вони були католиками. Дійсно, саме у флорентійській бухгалтерської книзі 1253 р вперше зустрічається класична прокапіталістичні формула: "В ім'я Бога і наживи". Жодне місто не був таким фінансовим і торговим центром, як Антверпен в шістнадцятому столітті, який був католицьким центром. Жодна людина не відзначався настільки як фінансист і банкір, як Якоб Фуггер, добрий католик з південної Німеччини. Мало того: Фуггер все життя пропрацював, відмовився піти на пенсію і заявив, що "буде заробляти гроші стільки, скільки зможе". Яскравий приклад веберіанської "протестантської етики" від твердого католика! І ми бачили, як богослови-схоласти намагалися зрозуміти ринок і пристосуватися до ринку і ринкових сил. |
| — Стор. 142, Ротбард М. Экономическая мысль. Т. 1: От античности до Адама Смита / Челябинск. - Социум. - 2019. - 613 с. (ISBN 978-5-906401-92-2) | |

Згідно з деякими сучасними історичними дослідженнями, протестантизм дійсно зробив позитивний вплив на економічний розвиток соціальних систем, але не стільки через «протестантську етику» (як це було запропоновано Максом Вебером), скільки через поширення грамотності. Також дослідження показали, що розвиток капіталістичної економіки в ранньомодерній Німеччині більш виразно корелював із поширенням грамотності та освіти на німецьких землях, ніж із близькістю центрів протестантизму.